# Коротенко, Анна Ивановна
Анна Ивановна Коротенко (15 июля 1919 год — 14 мая 1997 год) — звеньевая колхоза «Путь сознания» Орджоникидзевского района Северо-Осетинской АССР. Герой Социалистического Труда (1949).
В 1947 году звено Анны Коротенко собрало в среднем по 74,2 центнера зерна кукурузы с каждого гектара на участке площадью 10 гектаров. Указом Президиума Верховного Совета СССР от 28 апреля 1949 года удостоена звания Героя Социалистического Труда с вручением ордена Ленина и золотой медали «Серп и Молот».
Скончалась в 1997 году.